# Luzonita
La luzonita és un mineral de la classe dels sulfurs que pertany al grup estannita. Va rebre el seu nom de l'illa de Luzon (Filipines), lloc on va ser descoberta l'any 1874, època en què era colònia d'Espanya.

## Característiques
Químicament és un complex sulfur i arsenur de coure, anhidre. Com tots els minerals del grup de l'estannita, és un sulfur metàl·lic que cristal·litza en sistema tetragonal. És dimorf de l'enargita, amb la mateixa fórmula química però cristal·litzant aquesta en el sistema ortoròmbic. A més, és freqüent que porti com a impuresa antimoni. Forma una sèrie de solució sòlida amb la famatinita, en la qual la substitució gradual de l'arsènic per antimoni va donant els diferents minerals de la sèrie. Trobada normalment com a material cristal·lí, massiu a granular, de color marró-rosat intens. Rares vegades apareixen cristalls ben formats, sent aquests petits i d'hàbit equilàter (pseudooctaèdrics). És freqüent que els cristalls presentin intercreixements amb cristalls d'enargita.
El fet de tenir la mateixa fórmula que l'enargita, i la mateixa estructura i fórmula semblant a la famatinita va fer que originalment no fos considerada com una espècie mineral, sinó una barreja o varietat d'aquests dos. Avui dia és acceptat com a mineral vàlid per la IMA.
Segons la classificació de Nickel-Strunz, la luzonita pertany a «02.KA: Sulfarsenats i sulfantimonats, amb (As, Sb)S₄ tetraedre» juntament amb els següents minerals: enargita, petrukita, briartita, famatinita, permingeatita, barquillita i fangita,

## Formació i jaciments
Apareix com a mineral primari en els jaciments de minerals de coure, sobretot en els dipòsits en forma de filons d'alteració hidrotermal de temperatura entre baixa i moderada i enriquits en coure, arsènic i antimoni. Sol trobar-se associada a altres minerals com: enargita, tetraedrita, tennantita, colusita, estannoidita, pirita, calcopirita, covel·lita, esfalerita, bismutinita, sulfosals de plata, plata nativa, or, marcassita, alunita, barita o quars.

## Varietats
L'única varietat de luzonita coneguda és la stannoluzonita, que és una varietat que conté estany en la seva composició.